# Mirjam Pressler
Mirjam Pressler (nata Gunkel; Darmstadt, 18 giugno 1940 – Landshut, 16 gennaio 2019) è stata una scrittrice e traduttrice tedesca, considerata una delle autrici tedesche di maggior successo per bambini e ragazzi. Tradusse anche circa 500 lavori dall'ebraico, inglese, olandese e afrikaans. Nota anche per avere tradotto una revisione del diario di Anna Frank, The Diary of a Young Girl nel 1991, rinnovando così il copyright.

## Biografia
Mirjam Pressler era la figlia illegittima di una madre ebrea. Crebbe in una famiglia affidataria.  All'età di undici anni andò in collegio e frequentò le scuole superiori a Darmstadt e Bensheim. Successivamente studiò all'Università di Belle Arti di Francoforte sul Meno e inglese e francese all'Università Ludwig Maximilian di Monaco. Pressler trascorse un anno in un kibbutz in Israele, nel 1970 tornò a Monaco. Sposò un israeliano ed ebbe tre figlie. Dopo il divorzio, crebbe i figli in un appartamento condiviso con una donna che era madre single. 

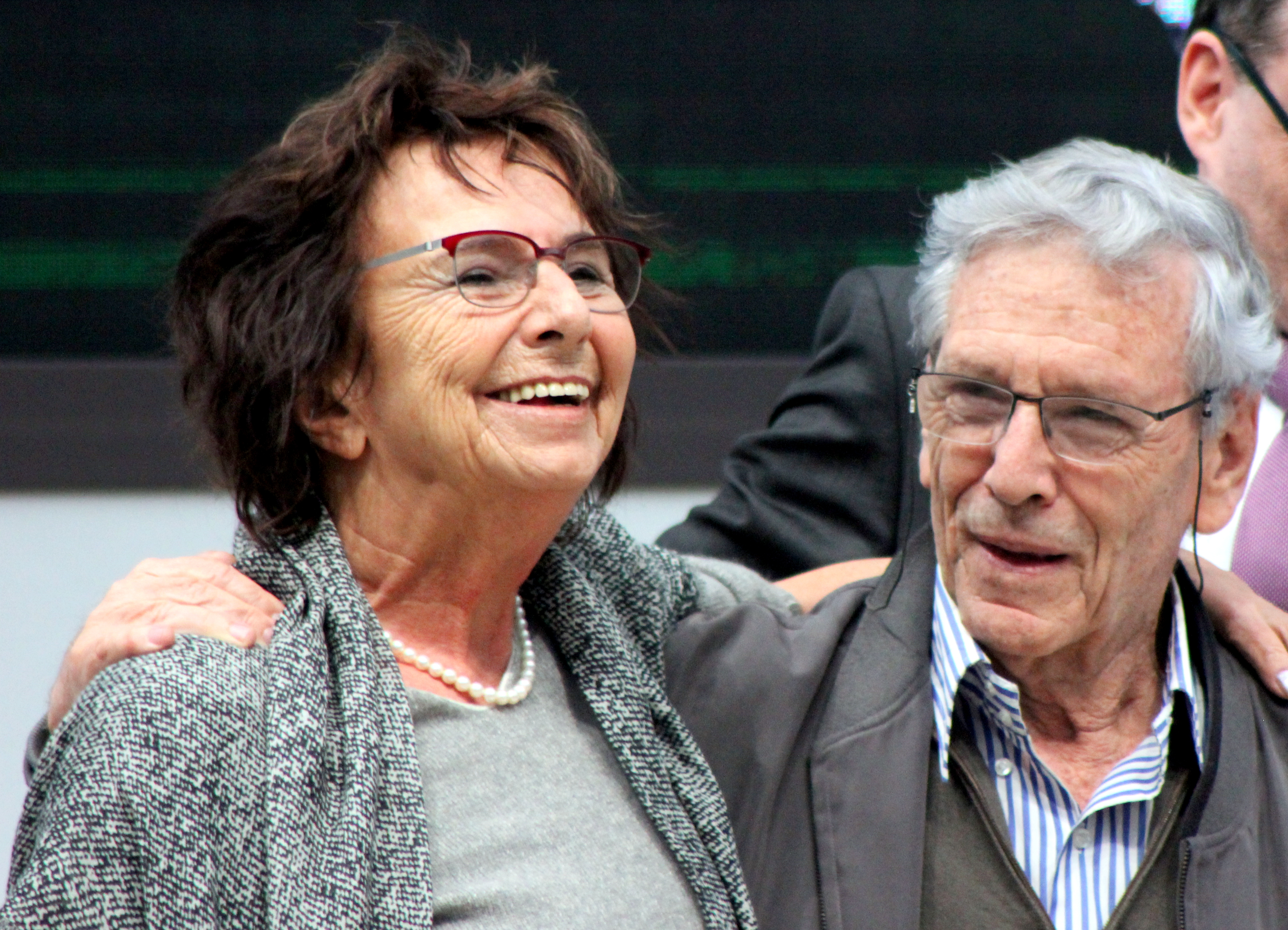
Mirjam Pressler e Amos Oz alla Fiera del Libro di Lipsia nel 2015

Guidò un taxi e lavorò part-time in un negozio di jeans per otto anni. Dopo che la proprietà del negozio venne sfrattata, si dedicò alla scrittura come scrittrice e traduttrice freelance. Tradusse libri in tedesco e scrisse più di 40 libri per bambini e giovani. Diventò membro del PEN Center Germany.
Morì a Landshut, dove si era trasferita, nel gennaio 2019 all'età di 78 anni per un cancro.
La Biblioteca Internazionale della Gioventù di Monaco ha ricevuto la sua eredità letteraria.

## I suoi libri
Per Bitterschokolade, la sua prima storia, Pressler ebbe il premio più importante per i debutti nella letteratura per bambini e ragazzi, l'Oldenburg Youth Literature Prize. Questo libro è stato il suo titolo di maggior successo, vendendo 400.000 copie.
I suoi libri confrontano i lettori con la realtà dei bambini e dei giovani nel presente e nel passato e si concentrano su situazioni di vita difficili. Deludono ogni speranza di facili soluzioni. Alla fine, tuttavia, la fiducia spesso traspare. Il tema dell'Olocausto attraversa un'intera gamma delle sue opere: in Malka Mai, ad esempio, l'attenzione è incentrata sulla lotta per la sopravvivenza di un ebreo di otto anni.
Sebbene elementi biografici e autobiografici confluissero spesso nei suoi libri, costituivano solo la base per le storie.
Come traduttrice, Mirjam Pressler tradusse in tedesco più di 400 titoli in lingua straniera, tra cui opere di John Steinbeck (Uomini e topi), Peter van Gestel, Uri Orlev (Corri ragazzo, corri), Amos Oz (Among Friends, Giuda, Sumchi), Orly Castel-Bloom e Zeruya Shalev.
L'ultimo romanzo di Pressler, Dunkles Gold, che traccia un collegamento dai pogrom della peste nel Medioevo agli attuali sviluppi antisemiti, è stato pubblicato postumo nel marzo 2019.

## Premi
- Medaglia Carl Zuckmayer (2001)
- Premio letterario Corine (2009)
- Medaglia Buber-Rosenzweig (2013)
- Premio Fiera del Libro di Lipsia  e Internationaler Literaturpreis[9] (2015) per la traduzione di Judas di Amos Oz
- Croce dei Commendatori dell'Ordine al Merito della Repubblica Federale Tedesca (2018)